# Holalagodu, Arkalgud
Holalagodu là một làng thuộc tehsil Arkalgud, huyện Hassan, bang Karnataka, Ấn Độ.